# 白猫参謀
白猫 参謀（しろねこ さんぼう、生年月日不明 - ）は、日本の原画家、イラストレーター、漫画家。

## 経歴・人物
- 2004年までは、最神扇道（もがみせんどう）や黒姫堂（くろひめどう）というペンネームを使用していた。所属はフリーだが、2010年現在、みなとそふと（元きゃんでぃそふと所属）のタカヒロとコンビを組むことが多い。
- 「最神扇道」は辞書を見てランダムに決めた名前だったが、あまりにも「最神」を「最上」と間違えられるため、改名した。
- イラストレーターになったきっかけは、結城信輝の影響を受けたから。
- 女教師が大好き。姉とツンデレも好き。ヤンキーを描くのが上手い。猫が好き。時代劇も好き。
- 『姉、ちゃんとしようよっ!』小説での自画像は、ウルトラセブンの影絵にそっくり。
- 『潮風放送局〜みなとらじお!』に一リスナーとしてメールを投稿した事がある。
- 月刊漫画雑誌『月刊コンプエース』2007年12月号から2009年6月号まで、『君が主で執事が俺で』の漫画連載を皇ハマオと共著で連載していた。なお、皇はネーム担当であり、実際の作画は全て参謀の手で行われている。

## 作品リスト

### ゲーム

#### 黒姫堂 名義
- 凌辱ゲリラ狩り（Liquid）

#### 最神扇道 名義
- 聖コスプレ学園ゲーム分校（ストーンヘッズ）
- 八ヶ池忌憚（PASSGUARD）
- DEVOTE2 〜いけない放課後〜（13cm）
- 凌辱ゲリラ調教（Liquid）
- 姉、ちゃんとしようよっ!（きゃんでぃそふと）
  - 姉、ちゃんとしようよっ!2（きゃんでぃそふと）

#### 白猫参謀 名義
- つよきす（きゃんでぃそふと）
- 君が主で執事が俺で（みなとそふと）
- 太陽の子（CollaborationS）

### 漫画
- 君が主で執事が俺で（原作：みなとそふと、画：白猫参謀、皇ハマオ、角川書店刊）
- ドリームクラブ だって猫なんだもん!（原作：ディースリー・パブリッシャー）

### 小説挿絵
※ゲーム作品の小説は除く

#### 最神扇道 名義
- 先生がいっぱい!ぱらだいすLesson（著：羽沢向一/レーベル：フランス書院・美少女文庫）

#### 白猫参謀 名義
- 年上幼なじみ おしかけレッスン（著：弓月誠/レーベル：フランス書院・美少女文庫）
- お姉さんと特訓中!（著：羽沢向一/レーベル：フランス書院・美少女文庫）
- 妹は絶対君主なお嬢様!?（著：森野一角/レーベル：フランス書院・美少女文庫）
- えむ×えむ!妹と生徒会長（著：巽飛呂彦/レーベル：フランス書院・美少女文庫）
- ミルクたっぷり水泳部（著：鳥居神楽/レーベル：フランス書院・美少女文庫 えすかれ）
- まほねーず☆とらいあんぐる（著：佐々宮ちるだ/レーベル：一迅社文庫）